# 操車場 (鉄道)

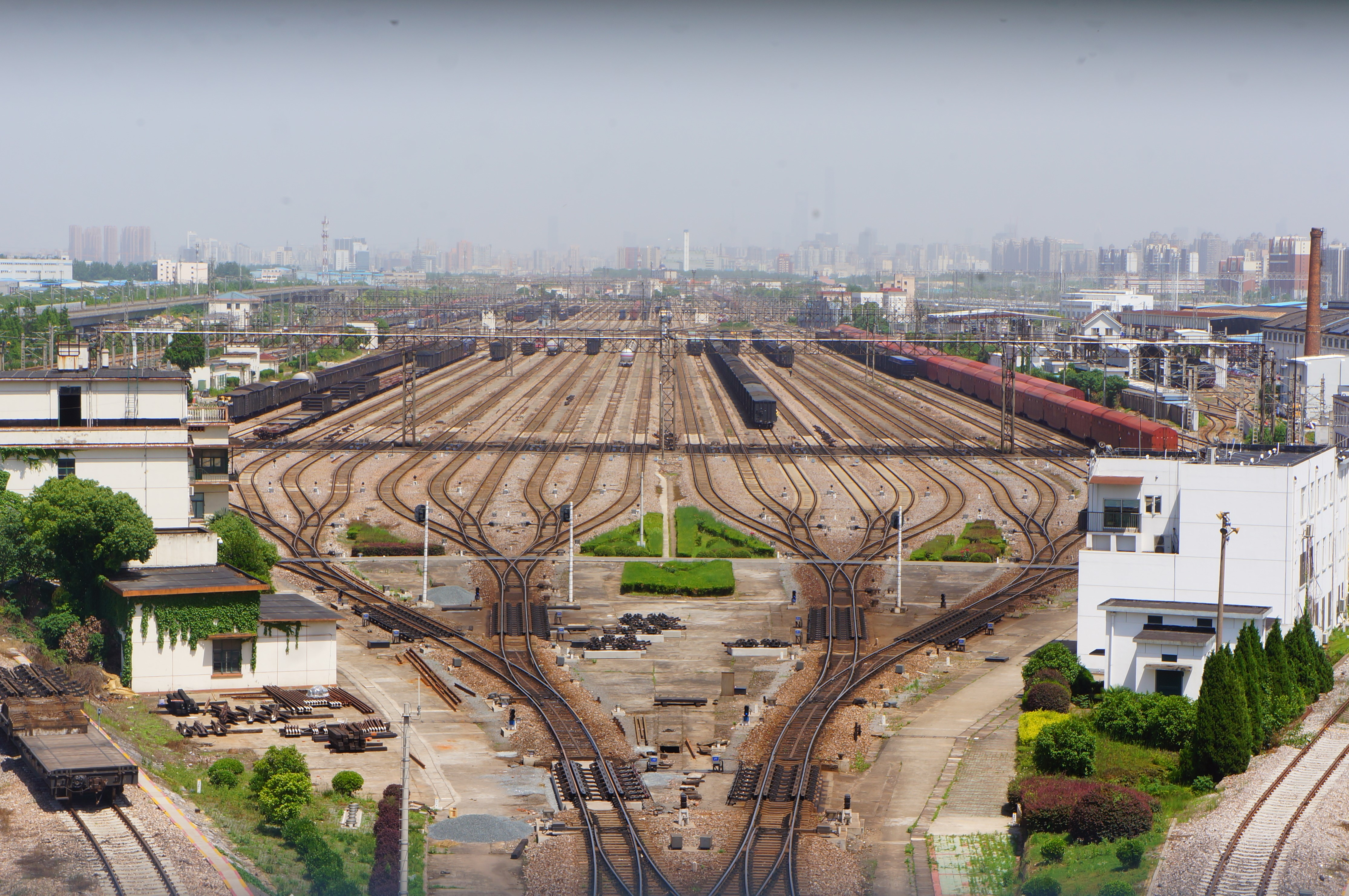
中国上海の南翔操車場

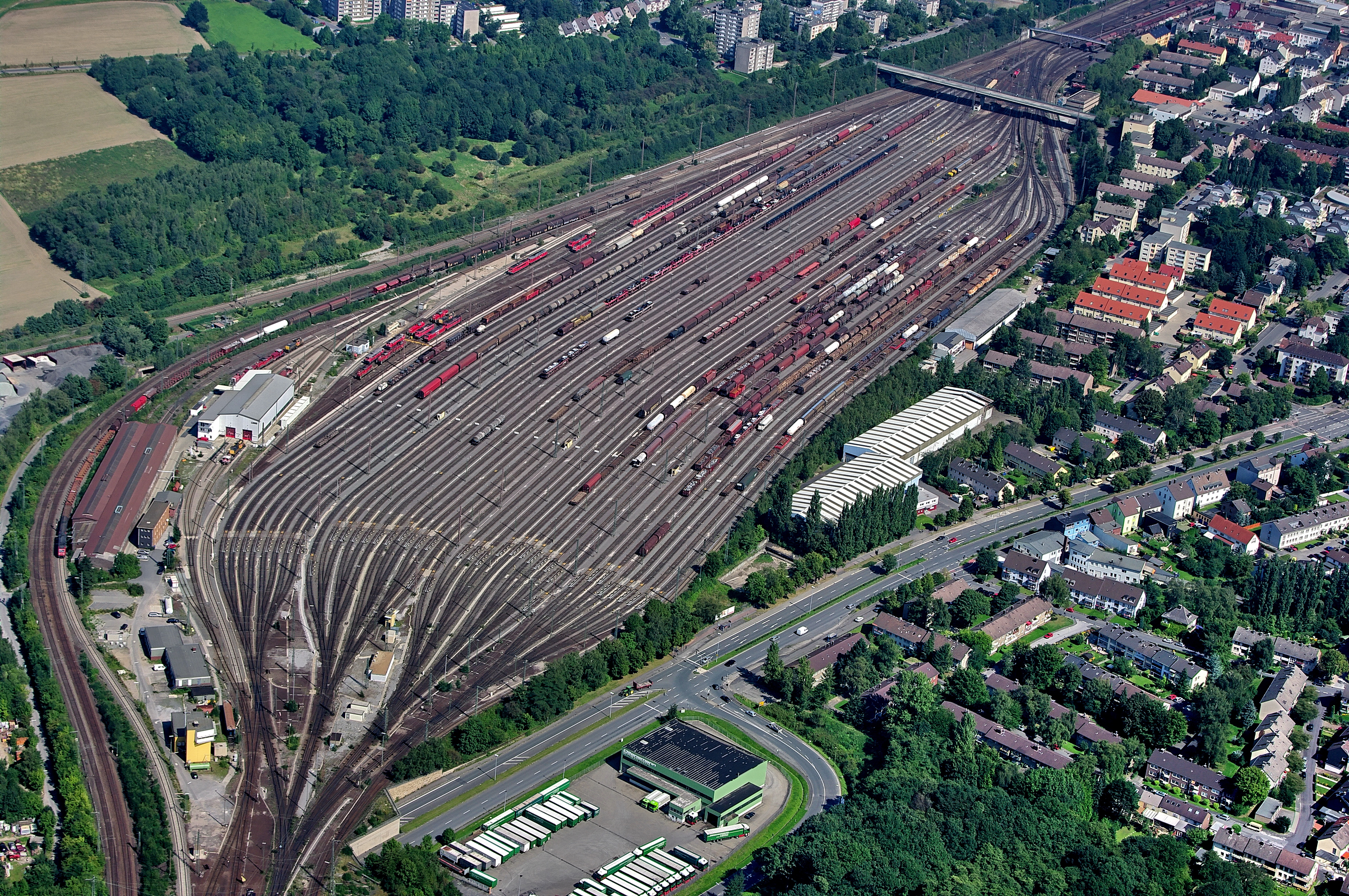
ドイツ・ハーゲン市の操車場

操車場（そうしゃじょう, marshalling yard, Classification yard）とは、鉄道貨物輸送における停車場の一種で、貨物列車等の組成・入換などを行う場所である。英語では、作業場等に使われる開けた土地と言った意である ヤード（yard）という語が使われており、列車（train）も合わせてトレイン・ヤード（train yard）と呼称される事もある。
日本においては、過去に主に貨車を扱う貨車操車場と主に客車を扱う客車操車場が存在したが、客車専門の操車場は少なく、機能的に駅等に付属しているものも多かったのに対し、貨車操車場は数の上でも多かった。以下では主に貨車操車場について述べる。

## 役割
出発地から目的地までの直行列車がない場合に、旅客が複数の列車を乗継ぐように、貨物も複数の列車のリレーによって輸送される。これを「継送」という（ヤード継走式輸送）。コンテナ1個の貨物の継送は、駅でコンテナを別の列車（コンテナ車）に積み替えることによって行う。車扱貨物の継送は、駅で貨車を別列車につなぎ替えることによって行う。
貨物中継拠点となる「組成駅」では、車扱貨物継送のための貨車組替が大規模に行われる。即ち、異なる方面から到着した複数の列車を「分解」し、行先の方面を同じくする貨車ごとに「仕分」し、異なる方面に向かう複数の列車を「組成」する。駅の拡張が輸送量の増大に対応出来なくなると、一連の作業を専門に行う施設として「操車場」が設けられる。広義には、駅に付帯する仕分のための施設も操車場と呼ばれる。

### 欠点
貨物輸送における操車場中継方式の欠点は、貨物輸送に掛かる時間が不確定なことである。発駅と着駅が異なる貨車を操車場で仕分ける作業には時間がかかり、ある列車の許容する両数が一杯になれば次の列車に回されるため、発駅から着駅まで直行する列車と異なり到達時間が予測できない。日本と同様な貨物輸送の条件下にある外国の場合を見ると、操車場中継方式を続けているが貨物輸送量は下降線を辿っている。

## 分類
分類観点は他にもあるが、ここでは、坂の利用形態による、平面ヤード・ハンプヤード・重力ヤードという分類について述べる。

### 平面ヤード

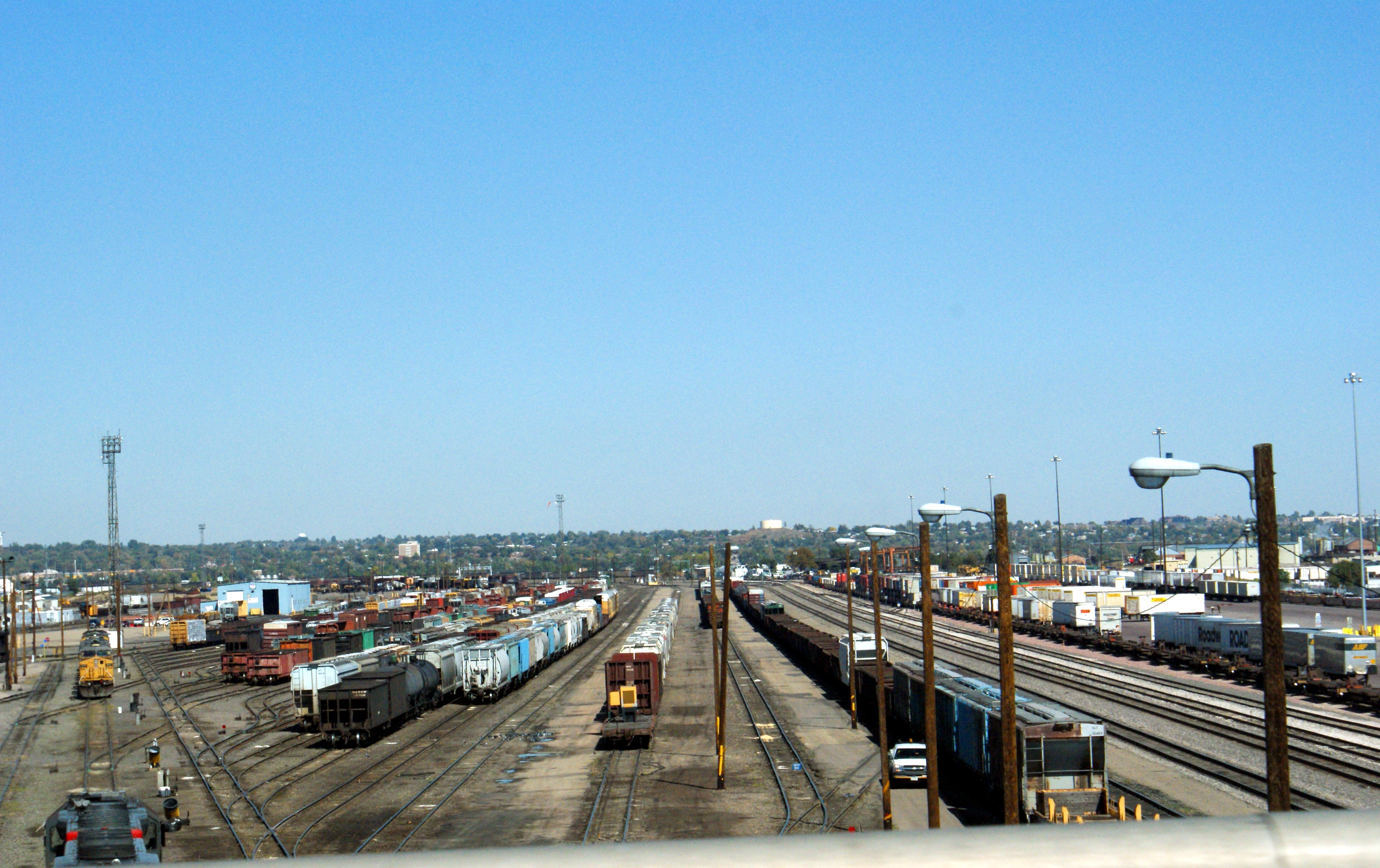
米国デンバーの平面ヤード

平面ヤード（Flat yards）は、平面上に並んだ仕分線を備え、重力による貨車の転走を行なわない操車場である。貨車はスイッチャーによって目的の仕分線に押込まれる。
平面ヤードでは、仕分けをより効率的にするために「突放入換」が行なわれることがある。まず、入換機関車が推進運転で貨車の列を加速する。列の途中の連結器を解放した後、機関車は急ブレーキを掛ける。これを「突放」（とっぽう）という。解放された連結器より先頭側の貨車は、慣性で走り続ける。貨車に添乗した構内作業掛が、突放された貨車のブレーキを操作し、貨車を目的の位置に停止させる。
日本の操車場の多くは、平面ヤードであった。アメリカ合衆国には中規模な平面ヤードが多数あり、Settegast, Decatur, East Jolietのような大規模な操車場でも平面のものがある。イタリアにはVerona Porta Nuova、Foggia、Villa San Giovanniといった主要な操車場でハンプを持たないものがある。その他のヨーロッパの大規模な平面ヤードとしては、スイスのOltenやルーマニアのValea lui Traian（計画ではハンプヤードだったが結局ハンプは築かれなかった）がある。アルゼンチンではVilla Mariaを除く操車場はすべて平面ヤードであり、中には30以上の仕分線を持つものもある。

### ハンプヤード

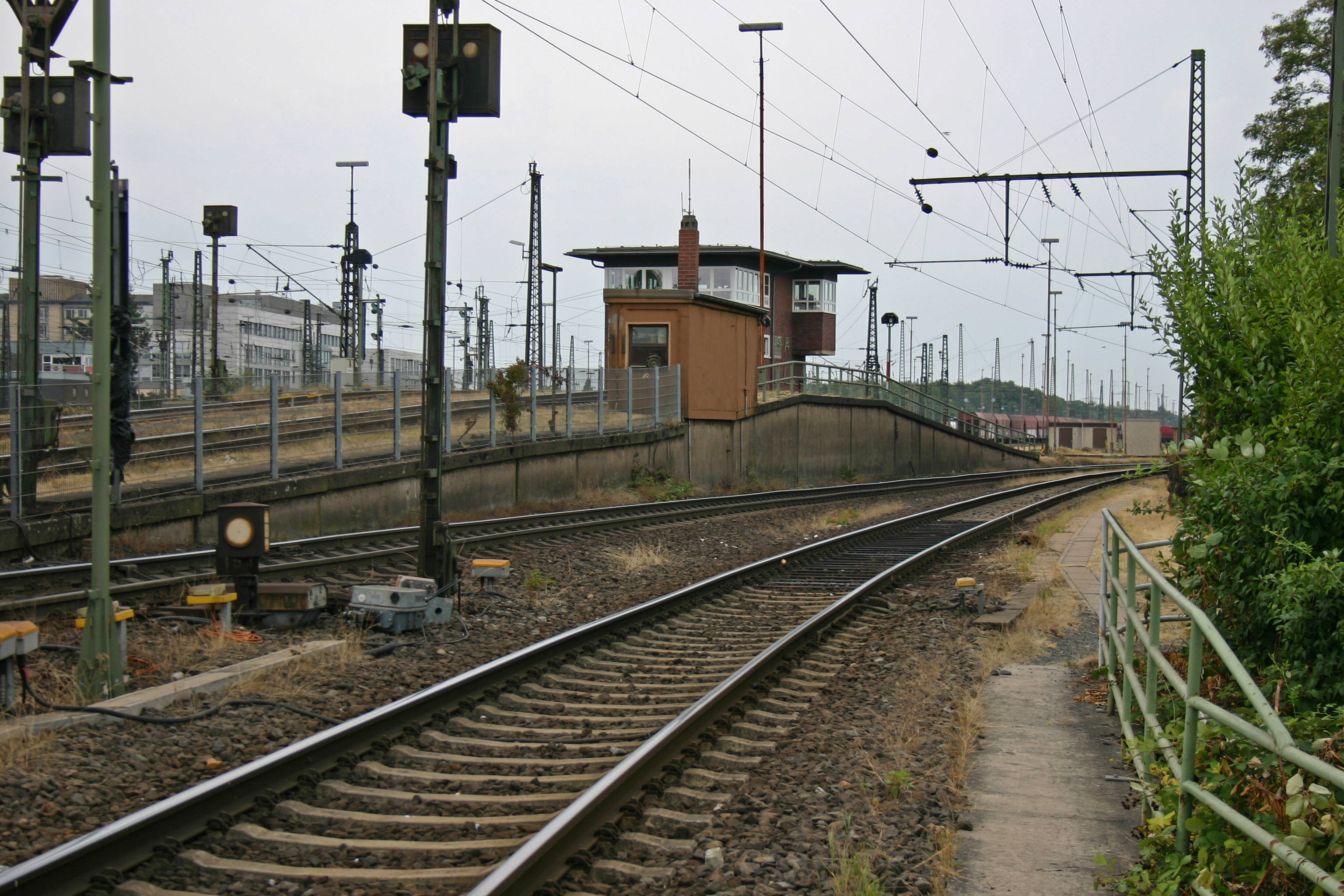
中央にあるのがハンプの頂上である

ハンプヤード（Hump yards）は、人工の丘「ハンプ」（英:hump、ないしそれに音と意味を合わせた訳語。後述）を備え、それを利用して貨車を転がし落として仕分線まで「転走」させる操車場である。最も大規模な操車場であり、仕分の効率は最も高く、一日数千両に及ぶこともある。「ハンプ」には、「坂阜」ないし「坂埠」の字を当て、そのような意と解することもある。
到着線に入った列車からは本線用の機関車が切り離される。その後、入換機関車が推進運転して2km/h位の速度で貨車をハンプに押し上げる。先頭の貨車がハンプの頂上に達すると、その貨車は編成から切り離され、ハンプの下り勾配を滑り落ちる。同じ仕分線に向かう貨車が連続しているときは、その複数の貨車を単位としてハンプから落とす。この単位を「分解」と呼ぶ。分岐器は分解を目的の仕分線に導くように進路を開いており、分解は仕分線群の中の目的の線まで転走する。
転走する分解の速度は、分解が先に仕分線に送り込まれて停止している貨車に激突したり、仕分線をオーバーランしたりすることの無いように制御しなければならない。日本では、安全連結速度は7km/h以下とされている。逆に、目標の位置に及ばない位置で停止してしまった場合、状況によっては機関車を回送したり、人力で押したりする必要があり、仕分作業の大きな支障となる。日本やアメリカ合衆国の旧式な操車場においては、「構内作業掛」（連結手）が貨車に添乗して貨車の手ブレーキや足ブレーキを操作することで、ヨーロッパの旧式な操車場においては、鉄道員が「制動靴」をレールに設置することで、貨車にブレーキをかけていた。

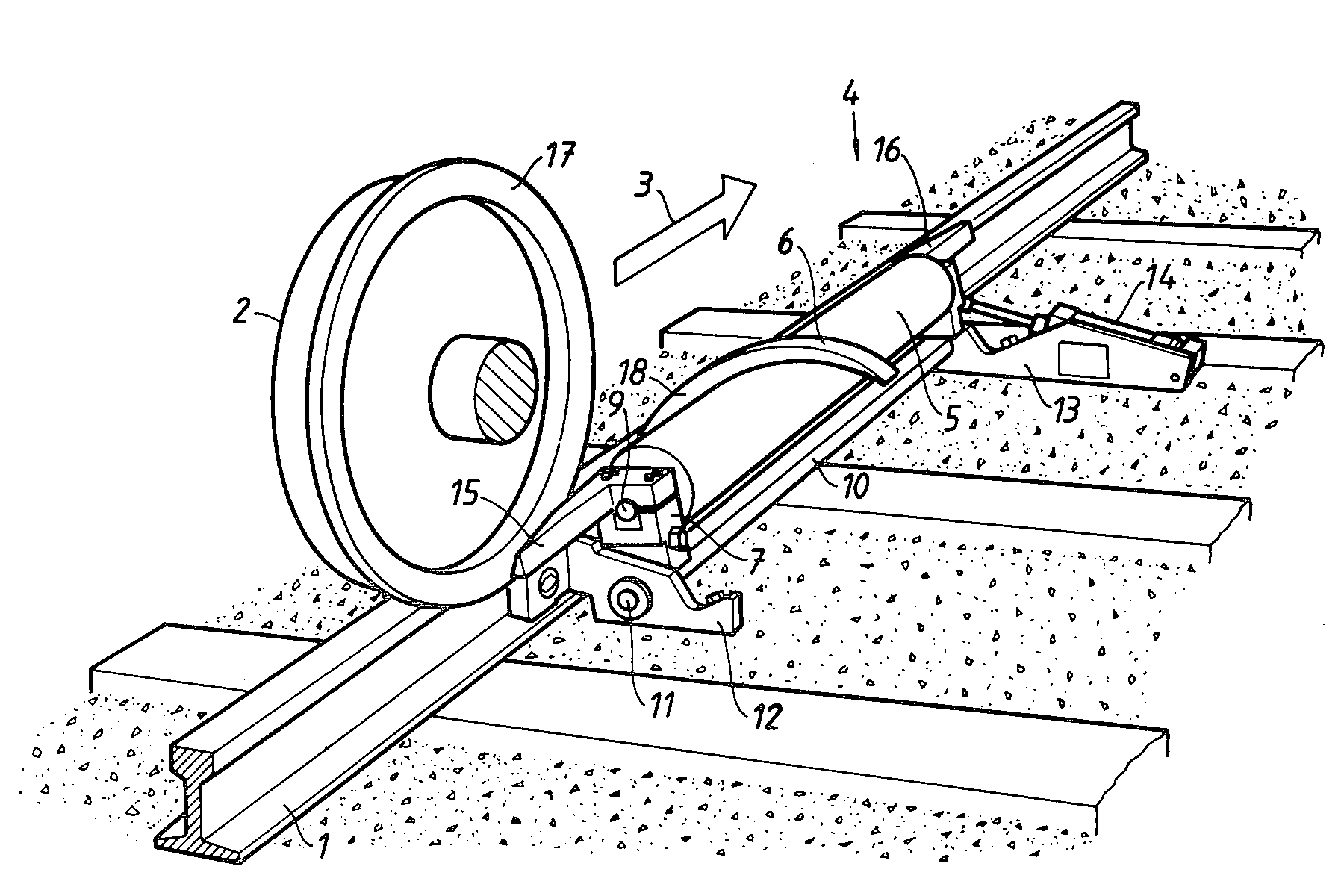
カーリターダーの設計図。ハンプを転げ落ちてきた貨車にブレーキをかける

より新しい操車場には「カーリターダー」が備えられる。これは、地上から貨車にブレーキを掛けるための装置である。これは主として、ハンプから仕分線に向かう途中の軌道に設置される。典型的なカーリターダーは、油圧または空気圧によって車輪の側面にシューを押付けて貨車を減速させる。空気圧で操作するものはアメリカ合衆国、フランス、ベルギー、ロシア、中国等で、油圧で操作するものはドイツ、イタリア、オランダ等で使われている。
初期のカーリターダーは、鉄道員が操作する弁によって調節された。より進んだカーリターダーは、コンピュータによって自動制御される。コンピュータは、貨車と積荷の重量、貨車の進行方向投影面積、仕分線までの距離、風向、風速などの条件に応じて、貨車が仕分線まで転走するのに必要十分な初期速度を計算し、カーリターダーを制御する。
ヨーロッパの操車場では仕分線は通常8本ずつ一組になり、各組ごとに一つのリターダーがある。アメリカ合衆国では仕分線は通常9本で一組となる。
世界最大の操車場はアメリカ合衆国ネブラスカ州ノースプラットのベイリー操車場であり、これはユニオン・パシフィック鉄道が有するハンプヤードである。その他のアメリカ合衆国の大規模な操車場にはElkhart Young操車場、Clearing（シカゴ）、Argentine（カンザスシティ）、Englewood（ヒューストン）、Waycross Riceヤード等がある。ヨーロッパ、ロシア及び中国では、重要な操車場は（既に閉鎖されたものを除けば）全てハンプヤードである。ヨーロッパ最大のハンプヤードはドイツ、ハンブルク近郊のMaschenであり、これはベイリー操車場より僅かに小さいのみである。殆どのハンプヤードでは仕分線群は一つのみだが、非常に大きなハンプヤードでは方面別に複数の線群を持つものもある。Maschen、Clearing、ベイリー操車場などがその例である。

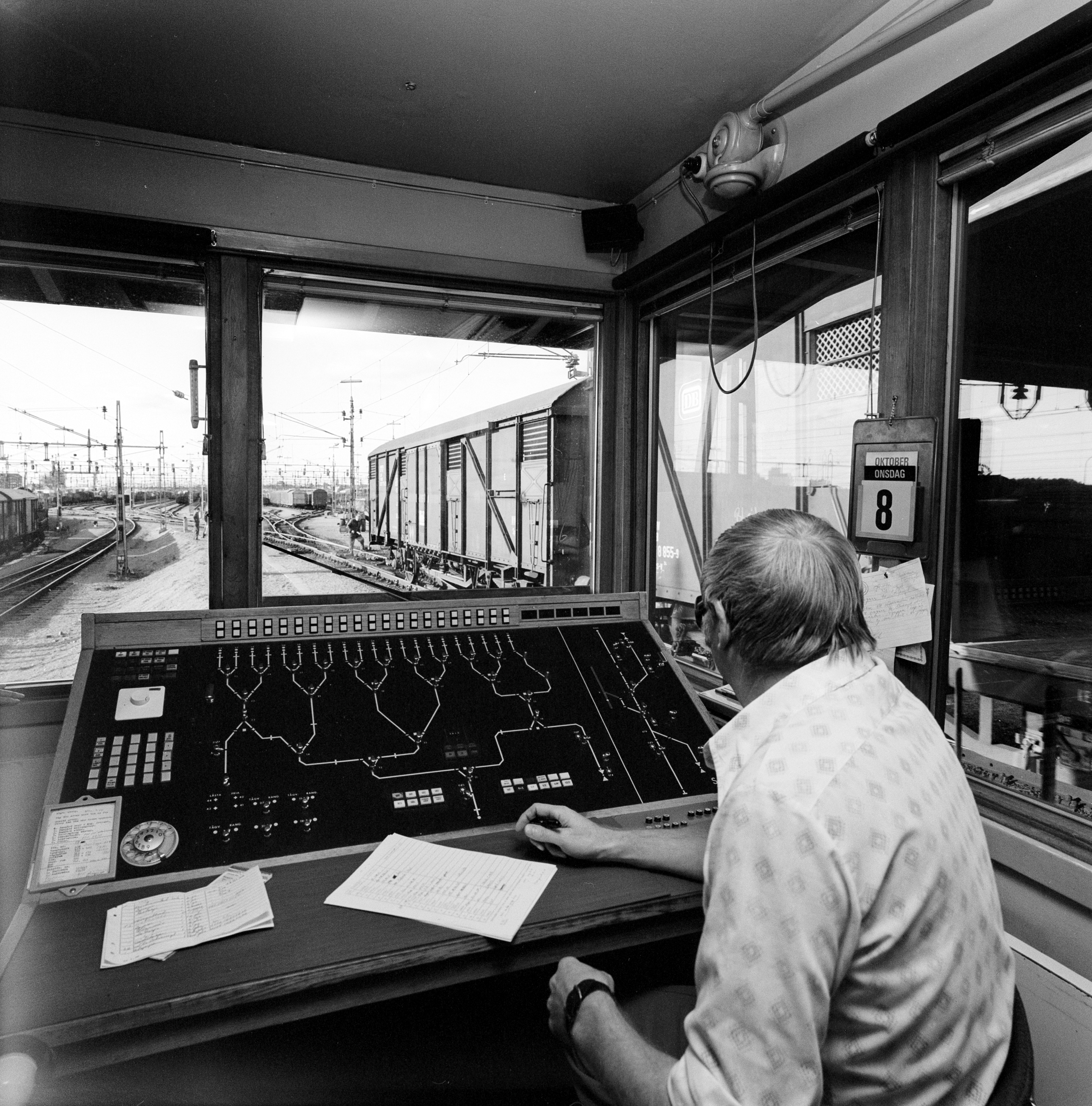
制御オペレーター
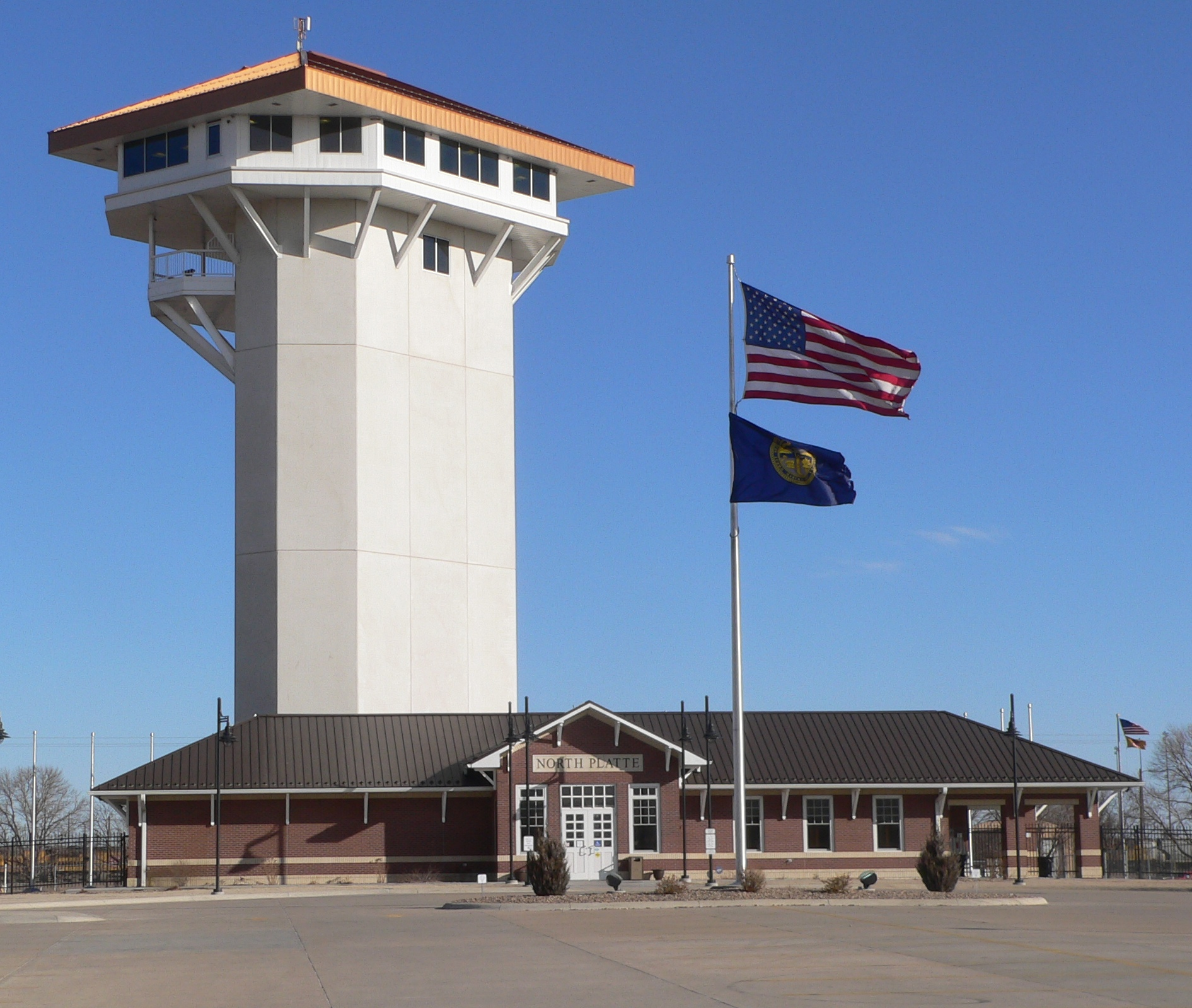
米国ベイリー操車場の展望塔「ゴールデン・スパイク・タワー」
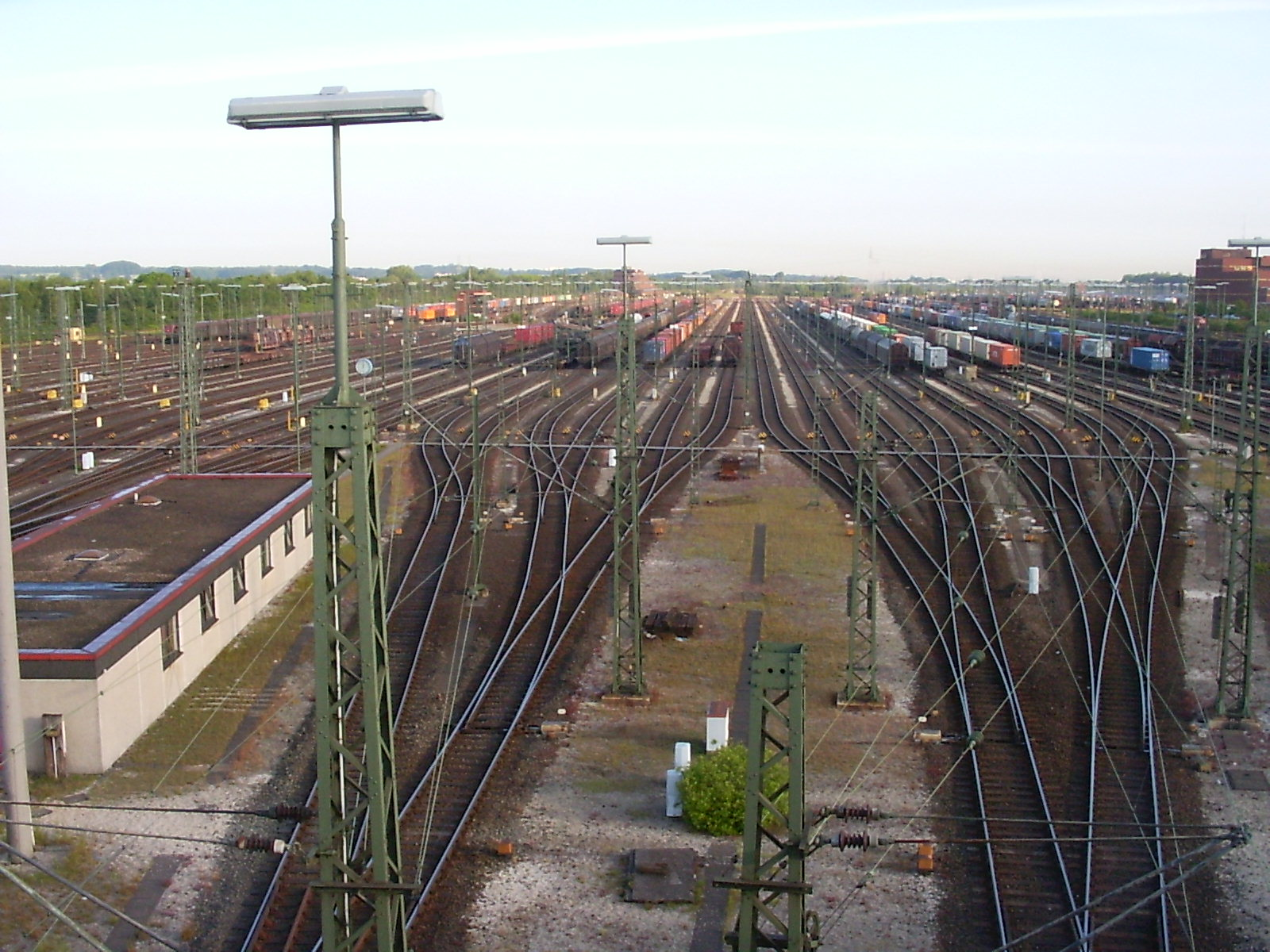
ドイツ Maschen 操車場。欧州最大の48路線を持つ。

しかしながら、貨物輸送の鉄道から道路への移行や、鉄道貨物のコンテナ化、安全性の問題（突放した貨車が本線上に冒進し列車と衝突する事故が度々起きている）により、ハンプヤードは減少傾向にある。例えばイギリス、デンマーク、ノルウェー、日本及びオーストラリアでは、すでにすべてのハンプヤードが閉鎖されている。

### 重力ヤード
重力ヤード（Gravity yards）はハンプヤードとよく似ているが、操車場全体が斜面上にある点が異なる。重力ヤードは通常地形の問題からハンプヤードを設けることが困難な場所に設けられる。殆どの重力ヤードはドイツとイギリスにあり、他のヨーロッパの国にも少数がある。アメリカ合衆国では重力ヤードは古いものがごく少数あるのみであり、現在使用されているものは無いと推測されている。現在使用されている重力ヤードのうち最大のものはドイツのニュルンベルク貨物駅である。重力ヤードは能力ではハンプヤードに匹敵するが、より多くの人員が必要となるため経済性で劣る。

## 構内

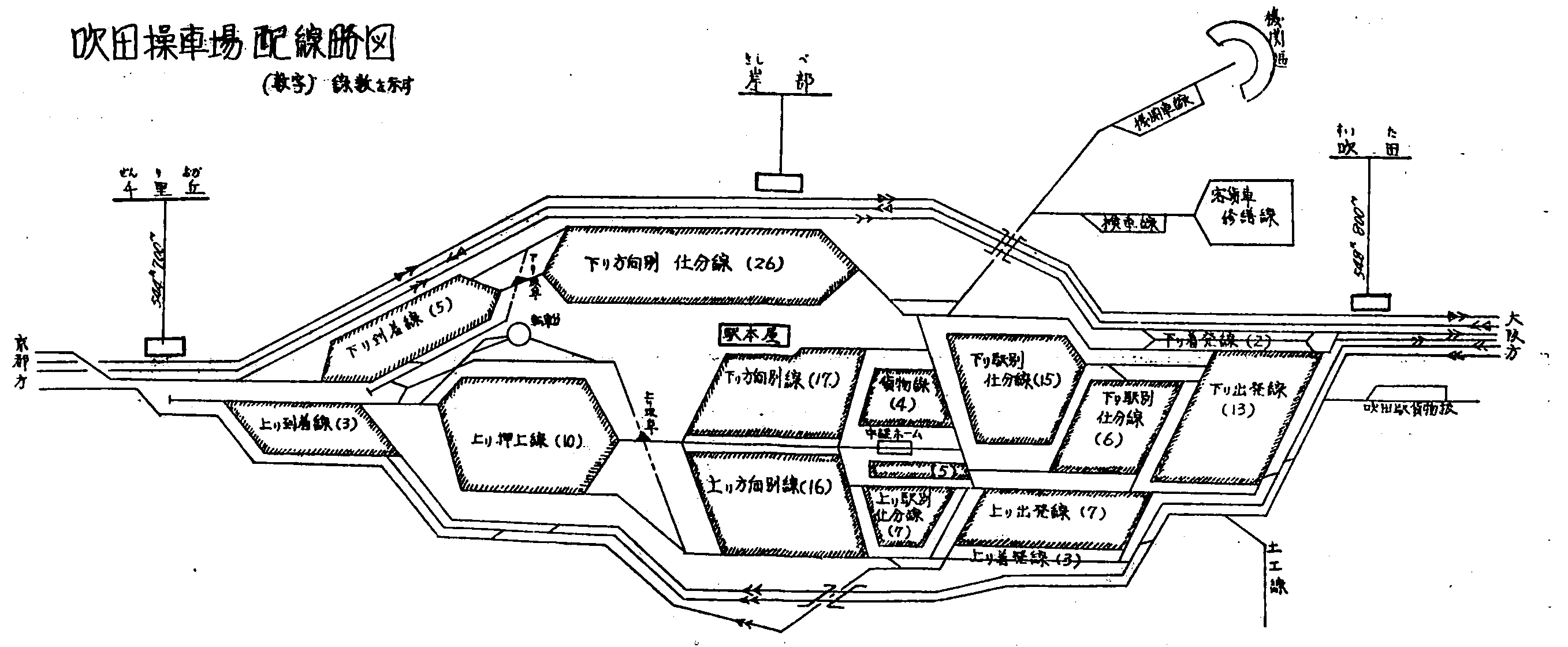
吹田操車場平面図 (1955年)

操車場の構内には、次のような線路が設けられる。操車場は貨物列車の拠点となるので、操車場には機関区や貨車区が併設されることも多い。
到着線
本線から操車場に到着する貨物列車を収容する線である。
出発線
操車場から本線に出発する貨物列車を収容する線である。
着発線
到着線と出発線の両方の役割を有する線である。
押上線
貨車がハンプに押上げられる線である。
仕分線（仕訳線）
行き先ごとに複数設けられて同じ行先の貨車を一時収容する線である。「方向別仕分線」とそれに続く「駅別仕分線」とがある。1列車を組成するに足りる貨車を収容出来る有効長を有するのが望ましいとされる。
機回し線（機廻線）
到着線、出発線、機関区等の間を行き来する機関車の通路となる線である。機関車の通行が貨車の入換作業を支障しないように設けられる。
機留線
到着列車から切り離した本線用の機関車を留置する線である。
引き上げ線
貨車または列車を引き出して（押し出して）、スイッチバックして別の線に押込む（引込む）ための線である。

## 歴史
レールテ、ライン、ベッツドルフ、ヴァイル・アム・ライン、アメルスフォールト、メッヘレン、オルノエ、メストレ、アルトゥーナといった、かつての典型的な「鉄道の町」においても、操車場は閉鎖されつつある。

### 日本における歴史

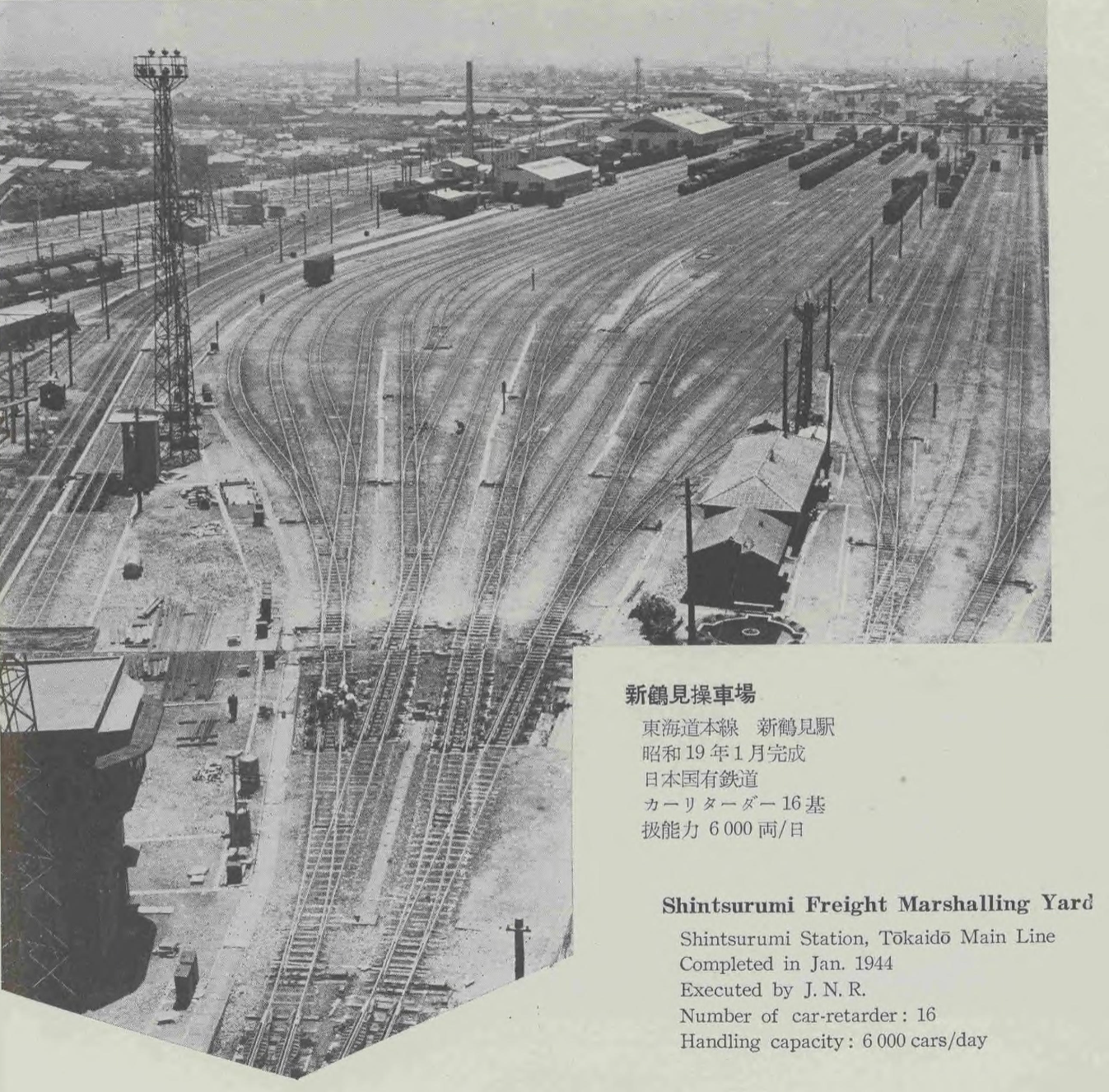
新鶴見操車場（1954年）

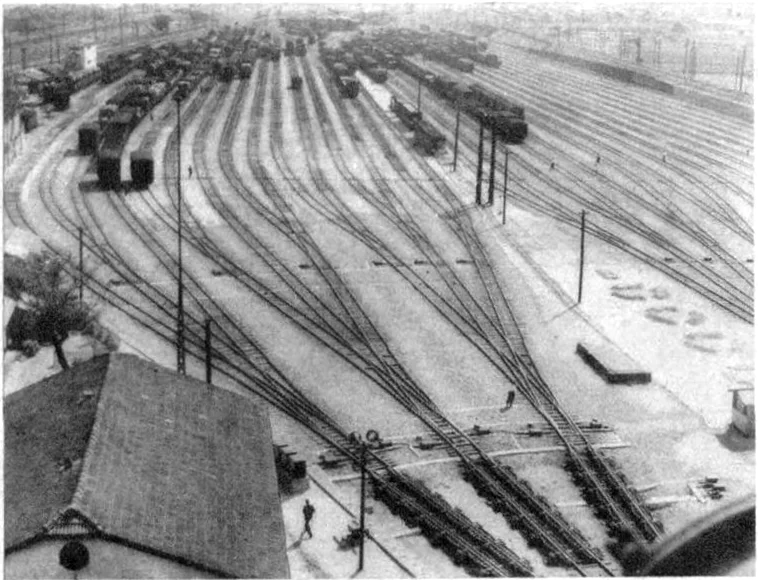
吹田操車場（1954年）

日本の鉄道貨物輸送においては、21世紀において主役となっているコンテナ貨物の始発終着間の2点間輸送に移行する以前は、列車編成全体では無く、貨車1両を単位としてそれぞれ異なった目的地のある「車扱貨物輸送」が行われていた。またその貨物列車は、21世紀も運用中である大都市の大貨物ターミナル間の2点間輸送に特化したような形態では無く、以下で述べるような操車場が各地方都市ごと程度に存在し、その間をつないでいる列車をあたかも乗継ぐようにしてそれぞれの貨車は目的地まで輸送されていた。
車扱貨物輸送の貨物列車では、操車場に到着した貨物列車の貨車は、その後の行先別に、1両ないし数両ごとに切り離されて、多数の分岐器を経て方面別に分類された仕分線に送られる。そして最終的に、次の方面別の貨物列車として出発できる編成が作られ、各方面に向け出発する。この操作を全て機関車を使って行っていたのでは効率が悪いから（特に蒸気機関車時代には、機関車の操作も煩雑であった）、自然の地形あるいは人工的な丘による坂を利用し、高い場所から低い場所へ、重力（下り勾配）を利用して貨車を転走させ、仕分線へと送ることで効率を上げていた。
明治期には官設鉄道と私鉄はそれぞれの線区でのみ貨車を運用しており、各鉄道間を直通する運用はされていなかった。しかし、1907年（明治40年）に鉄道国有法により、日本鉄道や山陽鉄道など当時の主要私鉄が国有化されたことを機に貨物輸送体系の見直しが行われ、その一環として大正期になると各地に操車場が設置された。
日本において鉄道貨物輸送量は年々減少を続けたため、1984年（昭和59年）2月のダイヤ改正で操車場中継方式を廃止し、直行輸送方式に切り換えた。そのため、自動化されていた武蔵野操車場も廃止された。